# أداي
 أداي (بالإنجليزية: ADAY)‏ هي جماعة[ ؟ ] قروية تابعة لإقليم كلميم ضمن جهة كلميم السمارة بالمغرب. بلغ مجموع عدد سكان  أداي حسب إحصاءات 2004 حوالي 3481 نسمة يعيشون في 660 أسرة.

## إحصاء عام
| السنة | عدد السكان | عدد الأسر | عدد الأجانب |
| ----- | ---------- | --------- | ----------- |
| 1994  | 3539       | 598       | °°°°        |
| 2004  | 3481       | 660       | 0           |